# Urisee
Urisee är en sjö i Österrike.   Den ligger i förbundslandet Tyrolen, i den västra delen av landet, 400 km väster om huvudstaden Wien. Urisee ligger 906 meter över havet. Den högsta punkten i närheten är Unterer Sattelkopf, 1 669 meter över havet, 2,2 km nordost om Urisee.
I omgivningarna runt Urisee växer i huvudsak blandskog. Runt Urisee är det ganska glesbefolkat, med 26 invånare per kvadratkilometer. På andra sidan landsvägen 179 ligger vattendraget Archbach samt orten Reutte.